# Bataille de Znaïm
Cinquième Coalition
Batailles
Campagne d'Allemagne et d'Autriche
- Sacile
- Teugen-Hausen
- Raszyn
- Abensberg
- Landshut
- Eckmühl
- Ratisbonne
- Neumarkt
- Radzymin (en)
- Caldiero
- Dalmatie
- Ebersberg
- Piave
- Malborghetto
- Linz (en)
- Essling
- Sankt Michael
- Stralsund
- Raab
- Gratz
- Wagram
- Korneuburg
- Stockerau
- Gefrees (en)
- Hollabrunn
- Schöngrabern (en)
- Znaïm
- Ölper

Batailles navales
- Martinique
- Sables-d'Olonne
- Île d'Aix
- Walcheren
- Lissa
- Pelagosa

Campagne de l'île Maurice
- Sainte-Rose
- Saint-Paul
- Île Bonaparte
- Grand Port
- Île de France
- Tamatave

Campagne d'Espagne
Rébellion du Tyrol
La bataille de Znaïm (en allemand : Zneim ; aujourd'hui Znojmo), en République tchèque, à 75 km au nord-ouest de Vienne) eut lieu les 10 et 11 juillet 1809 entre les forces autrichiennes de l'archiduc Charles et l'armée française du général Marmont. Dernière bataille menée sur le front de la guerre franco-autrichienne, elle marque la fin de la campagne d'Autriche.

## Contexte
Battue à Wagram le 7 juillet précédent, l'armée de l'archiduc Charles retraite vers la Moravie. Le général Marmont, à la tête de l'armée de Dalmatie, qui devient pour la circonstance le 11e corps de l'armée d'Allemagne, se voit au soir du 7 juillet chargé par Napoléon Ier de lui couper la route à Znaïm, sur la rivière Thaya.

## La bataille

### Manœuvres françaises
Il est 11 heures lorsqu'il arrive devant Znaïm, prenant position sur les hauteurs de la rive gauche de la rivière d'où il peut canonner le pont de Sehallersdorf. Il constate que son adversaire l'a devancé. Néanmoins, et malgré l'infériorité numérique (environ 47 000 Autrichiens contre 10 000 Français environ), il passe à l'attaque pour tenter de stopper la retraite ennemie, comme le veulent les ordres reçus, sans toutefois pouvoir empêcher la poursuite de la retraite des Autrichiens.
Le lendemain, 11 juillet, alors que la situation de Marmont est délicate, arrive le maréchal Masséna sur la rive droite de la Taja, à la tête du 4e corps et d'une batterie. Les Autrichiens qui défendaient le pont sur la Thaya sont obligés de se replier. Sur le coup des 10 heures, arrive Napoléon qui ordonne à Marmont d'attaquer sur trois colonnes de façon à faciliter le débouché de Masséna sur la rive gauche. Mais, à 14 heures, ces trois attaques ont échoué. De son côté, Masséna, après avoir refoulé une partie de l'armée autrichienne, a atteint le faubourg de Znaïm, qui est l'enjeu de violents combats. Vers 19 heures, Marmont parvient enfin à se relier à Masséna, mais le centre français n'a pas pu progresser. Le général Guyot écrit dans son journal:

« Znaïm, petite ville de Moravie en pays montueux et vignoble. Les Autrichiens sont dans la ville et sur les hauteurs qui la couvrent en s'étendant sur Brünn ; ils y ont 80 000 hommes restant de leur armée. Hier, le général Marmont avec 15 000 hommes s'est emparé malgré eux de positions très belles. Ce soir toute notre armée se met en ligne sur une belle position ; demain il y aura probablement une bataille. »

Deux éléments se mettent en travers de la progression des Français: un orage violent qui les plonge dans l'obscurité et une méprise de la batterie d'artillerie qui tire sur la division française Legrand. Se croyant tournée par l'ennemi, celle-ci se rejette en désordre vers le pont en une retraite désordonnée. Ordre est donné au général de Stabenrath de se frayer avec sa brigade un passage sur le pont. Il parvient à le franchir, l'épée à la main, après d'incroyables efforts. Sous la pluie qui tombe à verse, le combat s'engage sur le plateau: un combat à l'arme blanche, plus de la moitié du 46e régiment est mis hors de combat, le général de Stabenrath est grièvement blessé ( 5 coups de sabre dont 3  à la tête) et fait prisonnier. Le maréchal Masséna charge l'infanterie autrichienne et réussit à libérer les prisonniers.

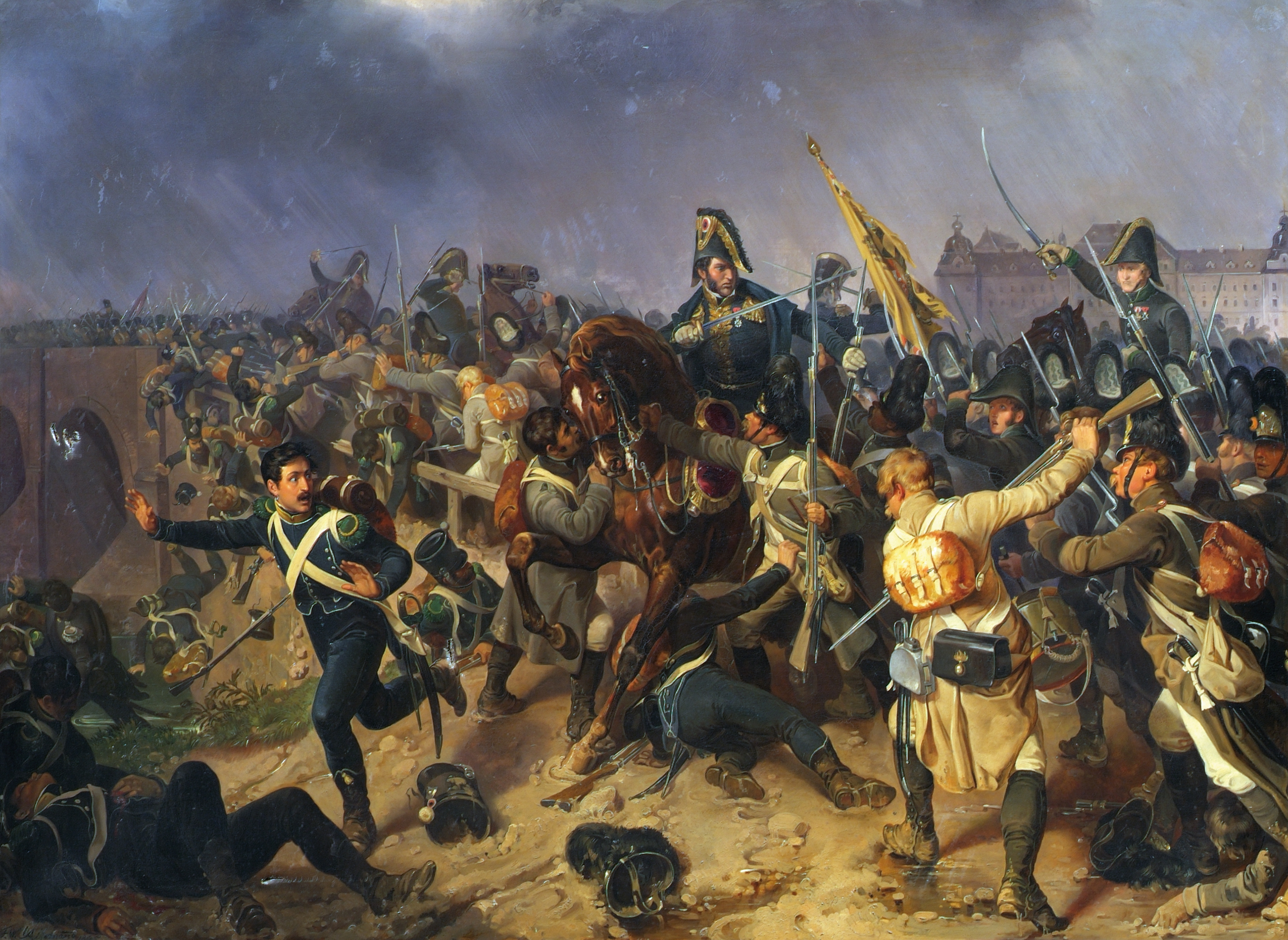
Bataille de Znaim le 11 juillet 1809 par le peintre Fritz L'Allemand (1812-1866) Le général de Stabenrath figure au centre du tableau, sur son cheval.

C'est le dernier acte de cette campagne puisque  l'archiduc Charles propose un cessez-le-feu  accepté par Napoléon qui juge son armée trop affaiblie pour livrer à nouveau bataille. Conscient de l'attaque inopportune ordonnée par le général Fririon, il s'enquiert du rétablissement du général de Stabenrath  et lui fait demander ce qu' il désire pour prix de ses services. Le général ne veut rien pour lui mais il demande le grade de capitaine pour son neveu et aide de camp, Marie-Eugène de Stabenrath, jeune officier de 24 ans qui a assisté aux batailles d'Austerlitz, d'Iéna, de Friedland et de Wagram.

## Conséquences
C'est la fin de la campagne de 1809, mais pas de la Cinquième Coalition. L'armistice qui sera signé le 12 juillet ne fait que suspendre les hostilités jusqu'à la conclusion de la paix. Celle-ci se fera à Vienne le 14 octobre 1809 : le traité de Schönbrunn est désavantageux pour l'Autriche puisque celle-ci doit céder à la France la Carinthie, la Carniole, la Croatie maritime avec Fiume et l'Istrie avec Trieste. Salzbourg passait à la Bavière. D'autres cessions de territoires concernaient le Grand-Duché de Varsovie et la Russie.
Le lendemain de la bataille, Marmont est fait maréchal d'Empire.

## Sources
- Histoire de Napoléon - Jacques Marquet de Norvins - 1834.
- Mémoires de Masséna rédigés d'après les documents qu'il a laissés… - par le général Koch - 1850.